# Anna Karolína Schmiedlová
Anna Karolína Schmiedlová (* 13. September 1994 in Košice) ist eine slowakische Tennisspielerin.

## Karriere
Anna Karolína Schmiedlová wurde mit sieben Jahren Mitglied des Tennisvereins Mladosť Košice. Vater Juraj spielte Eishockey für VSŽ Košice, die Mutter Martina war tschechoslowakische Meisterin in Wasserski. Ihre jüngere Schwester Kristína war bis zu ihrem Rücktritt 2018 ebenfalls Profi-Tennisspielerin mit verheißungsvollen Resultaten im Nachwuchsbereich. Auch Anna Karolína Schmiedlová gehörte als Juniorin zu den besten ihres Jahrgangs und kletterte bis auf Platz 10 der Juniorinnenweltrangliste vor. Ihr größter Erfolg war das Erreichen des Endspiels des Juniorinnenwettkampfs bei den French Open 2012, in dem sie sich Annika Beck in drei Sätzen geschlagen geben musste. Außerdem gewann sie 2011 das Perin Memorial. Bereits ein Jahr zuvor debütierte Schmiedlová auf dem ITF Women’s Circuit und gewann dort 2011 ihren ersten von bislang zwölf Einzeltiteln.
2012 folgten fünf weitere, woraufhin Schmiedlová in der Weltrangliste nach oben stieg und so zum Beginn der Saison 2013 hoch genug platziert war, um in Auckland erstmals in der Qualifikation zu einem WTA-Turnier antreten zu dürfen, wo sie aber zum Auftakt scheiterte. Anschließend gab sie bei den Australian Open ihren Einstand in der Qualifikation zu einem Grand-Slam-Turnier, doch auch dort kam sie nicht über die erste Runde hinaus. In Katowice gelang ihr dann der erstmalige Sprung ins Hauptfeld eines WTA-Turniers, bei dem sie nach einem Erfolg gegen Alizé Cornet auf Anhieb die zweite Runde erreichte. Bei den darauffolgenden French Open qualifizierte sie sich dann auch zum ersten Mal für die Hauptrunde eines Grand-Slam-Wettkampfs und zog auch dort nach einem Sieg über Yanina Wickmayer in die zweite Runde ein. Im Finale des ITF-Turniers der $100.000-Kategorie in Biarritz unterlag sie danach zwar Stephanie Vogt, trotzdem egelang ihr mit dem Ergebnis der Aufstieg in die Top 100 der Welt.
2014 errang Schmiedlová in Osprey bei einem ITF-Turnier der $50.000-Kategorie ihren bis dahin größten Titel, auf den wenig später vor heimischer Kulisse in Trnava bei einem Turnier der $75.000-Kategorie ein weiterer folgte. Außerdem kam sie bei den French Open nach einem Sieg über Venus Williams erstmals in die dritte Runde eines Grand-Slam-Turniers. Danach hatte Schmiedlová jedoch mit einer länger anhaltenden Formschwäche zu kämpfen und verlor Mitte des Jahres neun Partien in Folge. 2015 dann gelang ihr aber der Durchbruch auf der WTA Tour, als sie zunächst in Rio de Janeiro ihr erstes WTA-Finale erreichte, das sie gegen Sara Errani verlor, bevor sie in Katowice nach einem Sieg über Camila Giorgi ihren ersten WTA-Titel feiern konnte, auf den drei Monate später in Bukarest ihr zweiter folgte. Auch dort stand sie im Endspiel Sara Errani gegenüber, entschied die Partie aber dieses Mal für sich. Bis dahin nur auf Sandplatz oder auf Hallenbelägen erfolgreich, überzeugte Schmiedlová zum Ende des Jahres auch auf Hartplatz und erreichte hintereinander das Viertelfinale beim Premier Mandatory-Turnier von Cincinnati, die dritte Runde bei den US Open, das Halbfinale bei einem kleineren WTA-Turnier in Seoul sowie das Viertelfinale des Premier 5-Turniers in Wuhan, wo sie erst an Garbiñe Muguruza scheiterte. Mittlerweile unter die Top 30 der Welt vorgerückt, kam sie als Reservistin bei der WTA Elite Trophy 2015 zum Einsatz und besiegte dort Roberta Vinci. Die Saison beendete sie mit Platz 26 auf ihrer bislang höchsten Weltranglistenposition.
Im Folgejahr konnte Schmiedlová allerdings nicht an die Erfolge von 2015 anknüpfen und fiel nach zwischenzeitlich 15 Erstrundenniederlagen am Stück zum Saisonende aus den Top 200 heraus. Bei den Olympischen Sommerspielen in Rio de Janeiro trat sie im Einzel an und besiegte trotz dauerhafter schwacher Form zum Auftakt mit Roberta Vinci erstmals eine Spielerin aus den Top 10 der Welt, bevor sie in der zweiten Runde gegen Jekaterina Makarowa ausschied. 2017 musste sich Schmiedlová wieder über Siege auf der ITF Women’s Tour nach oben spielen und gewann dabei drei Titel, den größten in Macon bei einem Turnier der $80.000-Kategorie. Bei den Australian Open 2018 stand Schmiedlová nach überstandener Qualifikation erstmals seit 2016 wieder im Hauptfeld eines Grand-Slam-Turniers. Mit dem Gewinn ihres dritten WTA-Titels in Bogotá nach einem Endspielerfolg über Lara Arruabarrena die Rückkehr unter die Top 100 der Weltrangliste. Anfang 2019 stand Schmiedlová dann in Hobart erneut in einem WTA-Finale, in dem sie Sofia Kenin jedoch chancenlos unterlag. Nach einer Erstrundenniederlage in Wimbledon, zog sich Schmiedlová eine Knieverletzung zu, die sie für den Rest des Jahres außer Gefecht setzte.
2020 erreichte sie in Paris zum ersten Mal seit 2015 wieder die dritte Runde eines Grand-Slam-Turniers. Schmiedlovás jüngster Turniererfolg war der Triumph beim WTA Challenger in Belgrad, wo sie sich im Finale gegen Arantxa Rus durchsetzte.
2012 gab Schmiedlová beim 3:2-Playoff-Sieg gegen Spanien ihren Einstand für die Slowakische Fed-Cup-Mannschaft. Seitdem hat sie für ihr Land 21 Partien im Einzel und Doppel bestritten, von denen sie 10 gewinnen konnte (Einzelbilanz 7:7).

## Turniersiege

### Einzel
| Nr. | Datum            | Turnier       | Kategorie         | Belag             | Finalgegnerin              | Ergebnis      |
| --- | ---------------- | ------------- | ----------------- | ----------------- | -------------------------- | ------------- |
| 1.  | 16. Oktober 2011 | Jerewan       | ITF $10.000       | Sand              | Tatia Mikadse              | 6:4, 6:3      |
| 2.  | 1. April 2012    | Antalya       | ITF $10.000       | Hartplatz         | Anna-Lena Friedsam         | 7:65, 6:4     |
| 3.  | 8. April 2012    | Antalya       | ITF $10.000       | Hartplatz         | Anna-Lena Friedsam         | 7:5, 6:2      |
| 4.  | 13. Mai 2012     | Bad Saarow    | ITF $10.000       | Sand              | Kateřina Vaňková           | 6:1, 6:3      |
| 5.  | 26. Mai 2012     | Brescia       | ITF $25.000       | Sand              | Beatriz García Vidagany    | 6:3, 6:2      |
| 6.  | 3. November 2012 | Netanja       | ITF $25.000       | Hartplatz         | Stephanie Vogt             | 0:6, 6:3, 6:4 |
| 7.  | 4. Mai 2013      | Civitavecchia | ITF $25.000       | Sand              | Magda Linette              | 6:0, 6:1      |
| 8.  | 30. März 2014    | Osprey        | ITF $50.000       | Sand              | Marina Eraković            | 6:2, 6:3      |
| 9.  | 12. Mai 2014     | Trnava        | ITF $75.000       | Sand              | Barbora Záhlavová-Strýcová | 6:4, 6:2      |
| 10. | 12. April 2015   | Katowice      | WTA International | Hartplatz (Halle) | Camila Giorgi              | 6:4, 6:3      |
| 11. | 19. Juli 2015    | Bukarest      | WTA International | Sand              | Sara Errani                | 7:63, 6:3     |
| 12. | 4. Juni 2017     | Grado         | ITF $25.000       | Sand              | Martina Trevisan           | 2:6, 6:2, 6:4 |
| 13. | 11. Juni 2017    | Staré Splavy  | ITF $25.000       | Sand              | Wera Lapko                 | 6:4, 7:5      |
| 14. | 29. Oktober 2017 | Macon         | ITF $80.000       | Hartplatz         | Victoria Duval             | 6:4, 6:1      |
| 15. | 15. April 2018   | Bogotá        | WTA International | Sand              | Lara Arruabarrena          | 6:2, 6:2      |
| 16. | 31. Juli 2021    | Belgrad       | WTA Challenger    | Sand              | Arantxa Rus                | 6:3, 6:3      |
| 17. | 18. Mai 2024     | Parma         | WTA Challenger    | Sand              | Mayar Sherif               | 7:5, 2:6, 6:4 |

## Abschneiden bei Grand-Slam-Turnieren

### Einzel
| Turnier         | 2013 | 2014 | 2015 | 2016 | 2017 | 2018 | 2019 | 2020 | 2021 | 2022 | 2023 | 2024 | 2025 | Karriere |
| --------------- | ---- | ---- | ---- | ---- | ---- | ---- | ---- | ---- | ---- | ---- | ---- | ---- | ---- | -------- |
| Australian Open | Q1   | 2    | 2    | 1    | —    | 1    | 1    | 1    | 2    | 1    | 2    | 1    | Q2   | 2        |
| French Open     | 2    | 3    | 1    | 1    | —    | 1    | 1    | 3    | 1    | 2    | AF   | 1    |      | AF       |
| Wimbledon       | 1    | 1    | 1    | 1    | —    | 1    | 1    |      | Q2   | 2    | 1    | 1    |      | 2        |
| US Open         | 2    | 1    | 3    | 1    | Q3   | 1    | —    | —    | 2    | 2    | 3    | 1    |      | 3        |

Zeichenerklärung: S = Turniersieg; F, HF, VF, AF = Einzug ins Finale / Halbfinale / Viertelfinale / Achtelfinale; 1, 2, 3 = Ausscheiden in der 1. / 2. / 3. Hauptrunde; Q1, Q2, Q3 = Ausscheiden in der 1. / 2. / 3. Qualifikationsrunde; nicht ausgetragen

### Doppel
| Turnier         | 2014 | 2015 | 2016 | 2017 | 2018 | 2019 | 2020 | 2021 | 2022 | 2023 | 2024 | Karriere |
| --------------- | ---- | ---- | ---- | ---- | ---- | ---- | ---- | ---- | ---- | ---- | ---- | -------- |
| Australian Open | —    | 1    | 1    | —    | —    | —    | —    | —    | 1    | —    | 1    | 1        |
| French Open     | 1    | 2    | 1    | —    | —    | —    | 1    | —    | —    | —    | 1    | 2        |
| Wimbledon       | 1    | —    | 1    | —    | —    | —    |      | —    | —    | 1    | —    | 1        |
| US Open         | 2    | 1    | 1    | —    | —    | —    | —    | —    | —    | —    | 1    | 2        |